# 拥剑梭子蟹
拥剑梭子蟹（学名：Portunus haanii）为梭子蟹科梭子蟹属的动物。分布于日本、苏门答腊、新西兰、澳大利亚、斯里兰卡、印度沿海、毛里求斯、马达加斯加以及中国大陆的广西、广东、福建等地，生活环境为海水，主要生活于10-100米的泥沙质海底。